# 캐나다 진보보수당
캐나다 진보보수당(영어: Progressive Conservative Party of Canada, 프랑스어: Parti progressiste-conservateur du Canada)은 1942년부터 2003년까지 존속하던 캐나다의 보수주의 정당이다. 기존 캐나다 보수당(구)을 쇄신하는 과정에서 창당하였으며, 오랫동안 캐나다 자유당과 양당 관계를 형성하였다. 이 과정에서 존 디펜베이커, 조 클라크, 브라이언 멀로니, 킴 캠벨을 총리로 배출하였다. 그러나 당이 존재하던 61년 동안 집권 기간은 16년밖에 되지 않는다. 1993년 총선에서 기록적인 참패를 당해 당세가 급격히 위축되었으며, 이후 10년 동안 이전으로 회복하지 못하였다. 결국, 캐나다 동맹과 합당해 캐나다 보수당(신)으로 개편되었다.

## 역대 당 대표
| 대수 | 이름 (출생~사망) | 이름 (출생~사망)            | 재임기간         | 재임기간         | 지역구                                                    |
| ---- | ---------------- | --------------------------- | ---------------- | ---------------- | --------------------------------------------------------- |
| 1    |                  | 존 브라켄 (1883~1969)       | 1942년 12월 11일 | 1948년 7월 20일  | 네파와 (매니토바주)                                       |
| 2    |                  | 조지 드루 (1894~1973)       | 1948년 10월 2일  | 1956년 11월 29일 | 칼튼 (온타리오주)                                         |
| 대행 |                  | 윌리엄 얼 로 (1894~1984)    | 1956년 11월 29일 | 1956년 12월 14일 | 더퍼린-심코 (온타리오주)                                  |
| 3    |                  | 존 디펜베이커 (1895~1979)   | 1956년 12월 14일 | 1967년 9월 9일   | 프린스 앨버트 (서스캐처원주)                              |
| 4    |                  | 로버트 스탠필드 (1914~2003) | 1967년 9월 9일   | 1976년 2월 22일  | 핼리팩스 (노바스코샤주)                                   |
| 5    |                  | 조 클라크 (1939~)           | 1976년 2월 22일  | 1983년 2월 19일  | 록키 마운틴→옐로헤드 (앨버타주)                           |
| 대행 |                  | 에릭 닐센 (1924~2008)       | 1983년 2월 19일  | 1983년 6월 11일  | 유콘 (유콘 준주)                                          |
| 6    |                  | 브라이언 멀로니 (1939~)     | 1983년 6월 11일  | 1993년 6월 13일  | 센트럴 노바 (노바스코샤주) ↓ 마니쿠아강→샤를부아 (퀘벡주) |

## 역대 선거 결과
| 선거        | 의석      | 득표율 | 대표          | 결과      |
| ----------- | --------- | ------ | ------------- | --------- |
| 1945년 총선 | 64 / 245  | 27.62% | 존 브라켄     | 야당      |
| 1949년 총선 | 41 / 262  | 29.62% | 조지 드루     | 야당      |
| 1953년 총선 | 50 / 265  | 31.01% | 조지 드루     | 야당      |
| 1957년 총선 | 109 / 265 | 38.81% | 존 디펜베이커 | 소수 여당 |
| 1958년 총선 | 208 / 265 | 53.56% | 존 디펜베이커 | 여당      |
| 1962년 총선 | 114 / 265 | 37.22% | 존 디펜베이커 | 소수 여당 |
| 1963년 총선 | 95 / 265  | 32.80% | 존 디펜베이커 | 야당      |
| 1965년 총선 | 97 / 265  | 32.4%  | 존 디펜베이커 | 야당      |

## 같이 보기
- 캐나다 보수당
- 캐나다의 정당
- 캐나다의 정치
- 공식 야당